# М5-РД

Баллистическая ракета Р-5

М5-РД — модификация советской баллистической ракеты Р-5М, использовавшаяся для отработки элементов разрабатываемой баллистической ракеты Р-7. На ракету М5-РД устанавливались системы, которые планировалось использовать на следующем поколении ракет; наиболее важными из них были радиотелеметрическая система «Трал» и различные типы теплоизоляционной обмазки для боеголовок. Всего было произведено 10 запусков М5-РД в 1956 году. Все полёты завершились успешно, а результаты, полученные при испытаниях, были использованы в работе над ракетами Р-7 и Р-9.

## Особенности конструкции
М5-РД являлась одноступенчатой жидкостной баллистической ракетой, разработанной на основе ракеты Р-5М. Ракета предназначалась для практической отработки новых систем и технологий, которые должны были использоваться в первой межконтинентальной баллистической ракете Р-7. Ключевые элементы, отрабатывавшиеся на М5-РД, относились к системе управления Р-7.

МБР Р-7 с пакетной схемой первой ступени

Во время экспериментальных запусков отрабатывалась новая телеметрическая система, система нормальной и боковой стабилизации центра масс относительно заданной траектории и регуляторы расхода топлива, система одновременного опорожнения баков, система регулирования кажущейся скорости (РКС) и другие. В трёх запусках исследовались новые жаропрочные покрытия боеголовки, предназначенные для прохождения атмосферного участка на большой скорости. Один вариант экспериментальной головной части имел покрытие из карбида кремния, а другой был покрыт асботекстолитовой теплозащитой.

## История ракеты
М5-РД была разработана в соответствии с Постановлением Совета Министров СССР от 20 мая 1954 года в рамках работ по созданию первой МБР Р-7. Одной из ключевых особенностей компоновки Р-7 был выбор пакетной схемы первой ступени. При реализации пакетной схемы возникла необходимость непрерывного и точного управления вектором скорости ракеты и регулирования процесса опорожнения топливных баков. Для этого разработчики Р-7 применили системы нормальной и боковой стабилизации центра масс ракеты, системы регулирования кажущейся скорости, системы опорожнения баков. Кроме этого, разрабатывались регуляторы расхода и соотношения компонентов топлива ракетных двигателей.
Для отработки этих систем было решено создать экспериментальную ракету на основе баллистической ракеты Р-5М. Ведущим конструктором ракеты был назначен М. С. Хомяков.

## История запусков
Всего было произведено десять запусков экспериментальной ракеты. Все запуски производились в феврале-сентябре 1956 года с территории 4-го государственного центрального полигона (4-й ГЦП), известного как Капустин Яр.
В ходе запусков проверялись четыре прибора нормальной и боковой стабилизации центра масс ракеты на полётной траектории, системы измерения колебаний жидкости в топливных баках и одновременного опорожнения баков, регулирования кажущейся скорости ракеты (РКС) и датчики системы РКС. В реальных условиях полёта проверялись гироскопические интегрирующие приборы, элементы системы стабилизации, эффективность системы успокоения колебаний компонентов топлив в баках ракеты. В лётных условиях отрабатывались комплекс радиотехнических и оптических средств траекторных измерений при полёте ракеты, телеметрические системы «Трал» и РТС-5 для регистрации вибрации отдельных элементов ракеты, системы единого времени и системы связи «борт ракеты — Земля». Кроме систем ракеты, испытывались головные части с покрытием теплоизоляционной обмазкой на основе карбида кремния — ТО-2 (три ракеты) и с покрытием из асботекстолита (две ракеты).
Кроме этого, проводились исследования динамики движения головных частей в реальных условиях. В рамках испытаний проводились измерения давлений на поверхности головных частей. Для этого были разработаны системы дренажа и измерения угла атаки, разработанные в ОКБ-1.
Хотя исследования, проведённые при запусках М5-РД, проводились в рамках работ по ракете Р-7, их результаты были использованы также при разработке системы управления баллистической ракеты Р-9.

### Список запусков
Все запуски М5-РД были зарегистрированы в «Книге учёта пуска ракет за 1947—1962 гг. Архив Военно-научного комитета РВСН».
| № пп | Тип ракеты | Дата испытания   | Номер изделия | Место запуска | Дальность плановая (км) | Отклонение по дальности (км) «-» недолёт, «+» перелёт | Отклонение от оси запуска (км) «Л» влево, «П» вправо |
| ---- | ---------- | ---------------- | ------------- | ------------- | ----------------------- | ----------------------------------------------------- | ---------------------------------------------------- |
| 1    | М5-РД      | 16 февраля 1956  | С1-3          | 4-й ГЦП       | 1160                    | -8,866                                                | П 1,457                                              |
| 2    | М5-РД      | 7 марта 1956     | А1-4          | 4-й ГЦП       | 1160                    | -0,43                                                 | П 5,231                                              |
| 3    | М5-РД      | 15 марта 1956    | А1-1          | 4-й ГЦП       | 1160                    | -5,304                                                | П 5,028                                              |
| 4    | М5-РД      | 17 марта 1956    | А1-5          | 4-й ГЦП       | 1160                    | -10,932                                               | П 2,006                                              |
| 5    | М5-РД      | 23 марта 1956    | С1-2          | 4-й ГЦП       | 1160                    | -4,039                                                | П 2,1                                                |
| 6    | М5-РД      | 20 июля 1956     | А1-7          | 4-й ГЦП       | 1130                    | -0,937                                                | Л 3,166                                              |
| 7    | М5-РД      | 7 августа 1956   | А2-8          | 4-й ГЦП       | 1130                    | +1,645                                                | Л 1,482                                              |
| 8    | М5-РД      | 10 августа 1956  | А2-6          | 4-й ГЦП       | 1130                    | -0,66                                                 | П 0,387                                              |
| 9    | М5-РД      | 25 сентября 1956 | А2-9          | 4-й ГЦП       | 1130                    | -22,781                                               | П 2,132                                              |
| 10   | М5-РД      | 26 сентября 1956 | А2-10         | 4-й ГЦП       | 1130                    | -20,341                                               | П 2,468                                              |